# OTCブリティンボード
OTCブリティンボード（英語: OTC Bulletin Board、OTCBB）は、アメリカ合衆国（米国）における店頭（OTC）取引銘柄を取引する証券市場の一つ。
OTCBBは、全米証券業者協会（NASD）によって開設され、現在はその後身である金融取引業規制機構（FINRA）が管理・運営を行っている。

## 概要
従前、NASDが担っていた店頭取引が、1971年に稼働開始した「全米証券業協会自動気配表示システム（NASDAQ）」により、「ピンクシート」（1904年に創設、表紙の色に由来）と呼ばれる気配表を活用した店頭取引から、世界で初めて立会い機能を不要とする組織的な株式市場へと変化を遂げ、ニューヨーク証券取引所（NYSE）と並ぶ米国を代表する市場へと進化した。この過程で、NASDAQは、本来の店頭取引の性質が失い、取引所並みとなった登録（NASDAQでは「上場（listing）」と呼称）基準に満たない、時価が5米ドル以下のペニーストックは引き続きNASDAQシステムを利用しない形で取引が継続されることになった。
しかし、ペニーストックをめぐっては、詐欺的勧誘が横行したことから、投資家保護の観点から対策を講じる必要性に迫られ、1990年1月ペニーストック改革法による改正証券取引所法に基づき、OTCBBの開設が勧告された。同年6月に、NASDがNASDAQのシステムを利用してOTCBBは開設され、第3の市場となった。
OTCBBは、当初NASDによる審査や登録基準はなく、マーケットメーカとなる証券会社が自己責任で審査し、Form211書式をNASDレギュレーション店頭規制部に提出することで、取引が可能とされた。
1999年以降は投資家保護の観点から、「適格ルール（OTC Eligibility Rule）」が導入され、全銘柄に直近の財務情報をSECに登録することが義務付けられた。この規制の結果、規制が全面施行された2000年6月までに3000以上ものOTC銘柄が登録廃止となった。
2001年には、OTCBBをブリティンボード取引所（BBX）に改組することが発表されたが、これは実現されないまま中止となった。
OTCBBは、新興市場としての性質を有しており、上位市場にステップアップするための市場と位置付けられている他、後述のOTC QXには、米国外の市場に上場する有力企業が、米国預託証券（ADR）をNYSEやNASDAQに上場することで生じるSEC登録に伴う内部統制報告・監査制度適用の負担を回避する目的で上場しているケースも見られる。
また、NYSEやNASDAQにおいては、上場廃止基準に抵触しても直ちに上場廃止とはされず、改善プランを提示するなど一定要件を満たした場合上場が維持されるが、上場廃止が決定した場合、日本のような整理銘柄制度は存在しないため、速やかに上場廃止される。上場廃止となった銘柄は多くの場合、直ちにOTCBBに登録されることとなる。

## OTCBBの市場区分
OTCBBの市場は、以下の通り区分される。
- OTC QX
  - OTC QXインターナショナル - 外国の証券取引所に上場する総資産200万ドル以上の企業で、米国連絡部の設置や財務諸表・適時開示情報の開示など一定条件を満たす企業。NYSE上場要件に適合する企業は、OTC QXインターナショナル・プレミアに分類される。
  - OTC QX US - 実態資産200万ドル以上の企業で、10セント以上の気配値を維持しており、監査済財務諸表の開示など一定条件を満たす企業。NASDAQ上場要件に適合する企業は、OTC QX US プレミアに分類される。
- OTC QB - 米国証券取引委員会（SEC）または銀行監督当局に登録を受け、継続開示を行う企業であり、財務要件は特にない。また、一部の銘柄についてはOTCBBのシステムで取引ができない。
- OTCピンク
  - 継続開示銘柄 - ガイドラインに沿い、情報開示を行なっている企業であり、シェルカンパニーであっても登録可能。
  - 限定開示銘柄 - ガイドラインに沿う開示は行っていないが、過去6ヶ月以内に開示した財務情報等が存在する企業であり、破産手続・再建手続中であっても登録可能。
  - 非開示銘柄 - 開示している財務情報がない、もしくは開示していても6ヶ月以上前の情報しかない企業。